# Porotništvo v Sloveniji
Porotništvo v Sloveniji urejata zakon o sodiščih in zakon o delovnih in socialnih sodiščih. V Sloveniji je bilo po podatkih iz leta 2016 1.223 porotnikov.

## Pregled

### Izbira in imenovanje
Porotnik lahko postane državljan Republike Slovenije, ki je dopolnil 30 let starosti, ni bil pravnomočno obsojen kaznivega dejanja, ki se preganja po uradni dolžnosti, je za delo zdravstveno in osebnostno primeren in obvlada slovenski jezik.
Kandidate predlagajo občine z območja sodišča ali interesne organizacije (npr. društva ali združenja). Porotnike okrožnih sodišč imenujejo predsedniki višjih sodišč, porotnike delovnih in socialnih sodišč pa državni zbor.
Mandat porotnika traja 5 let; porotnik je lahko po izteku mandata ponovno imenovan. Okrožna sodišča porotnike kličejo po abecednem redu.

#### Posebni primeri
V primeru sojenja mladoletnim osebam morajo imeti porotniki posebna znanja s področja pedagoškega, socialnega in psihološkega področja ter izkušnje z delom z mladimi. Tako so v teh primerih kot porotniki primerni npr. profesorji, vzgojitelji ipd.

### Delovanje
Funkcija porotnikov je omejena na obravnavo hujših kaznivih dejanj na prvi stopnji (oz. na okrožnih sodiščih) ter spore pred delovnimi in socialnimi sodišči. V malem tričlanskem sodnem senatu sta poleg enega sodnika dva porotnika, v velikem petčlanskem sodnem senatu pa poleg dveh sodnikov trije porotniki. Petčlanski senati se skličejo v primerih težjih kaznivih dejanj, za katere je predvidena zaporna kazen 15 let ali več. Porotniki lahko pri odločanju o krivdi in višini kazni preglasujejo sodnika. Glas vsakega porotnika je enakovreden. Stranka oz. obtoženec se lahko odloči, ali želi, da so v sojenje vključeni porotniki, ali želi, da se sojenje prepustiti profesionalnemu sodniku.

#### Bonitete
Porotniki prejmejo 2 € bruto nagrade na vsake začete pol ure sojenja. Upravičeni so tudi do nadomestila plače, dnevnice, kilometrine in morebitnega stroška prenočitve.

### Prenehanje in odvzem mandata

#### Prenehanje mandata
Mandat porotnika preneha v primeru izgube državljanstva, hudih zdravstvenih težav ali pravnomočne obsodbe za kaznivo dejanje, ki se preganja po uradni dolžnosti.

#### Razrešitev
Porotnika se lahko razreši v primeru zlorabe ali nevestnega opravljanja dolžnosti.

## Zgodovina
S spremembo zakona o kazenskem postopku leta 2012 se je uveljavila možnost pogajanja, priznanja krivde in sporazumov za priznanje krivde kar je zmanjšalo trajanje sodnih postopkov; ker se velik del zadev konča s priznanjem krivde v veliko primerih ne pride do glavnih obravnav. Posledično se je močno zmanjšal pomen porotništva in potreba po porotnikih.

### Odmevnejši primeri
K zastaranju sojenja koprskega župana Borisa Popoviča je prispeval odstop porotnice tekom sodnega procesa. Porotnica je kot razlog za odstop navedla vršenje pritiskov nanjo s strani oseb iz Popovičevega kroga. Navedla je tudi, da je sodišče pred pritiski ni obvarovalo. Po njenem odstopu so se pojavila namigovanja oz. ugibanja, da je v zameno za odstop morda prejela podkupnino. Zaradi odstopa porotnice je bila vložena in kasneje ovržena kazenska ovadba, prav tako pa je okrožno sodišče državnemu tožilstvu predlagalo tožbo porotnice v višini 22.776 € zaradi stroškov, nastalih za državni proračun izvirajoč iz njenega odstopa (kar je po mnenju sodišča predstavljalo nevestno opravljanje njene funkcije).
Maja 2021 je bilo prekinjeno sojenje zoper predsedniku vlade Janezu Janši po tem, ko sta se izločila oba porotnika zaradi navzkrižja interesov (oba sta bila člana stranke SDS, ki jo Janša vodi). V istem primeru je v preteklosti že prišlo do razveljavitve sodbe, ker je bila nadomestna porotnica po izločitvi prve porotnice (prav tako zaradi članstva v SDS) izbrana v nasprotju s sodnim redom.

## Statistični podatki
Leta 2011 je v Sloveniji delovalo 1.877 porotnikov, leta 2016 pa 1.223. Po navedbah iz leta 2015 so na ljubljanskem okrožnem sodišču v senatu (tj. s porotniki) sodili v 10 % do 20 % primerih.
Glede na anekdotne navedbe naj bi bili porotniki pretežno starejši državljani (a ne nujno upokojenci).